# Teodor Brandowski
Teodor Wilhelm Brandowski (ur. 1894, zm. 1949) – polski literat, kustosz Biblioteki Miejskiej w Bydgoszczy.

## Życiorys
Urodził się 19 września 1894 r. w miejscowości Purkersdorf koło Wiednia. Był synem Stanisława Brandowskiego i Elżbiety z Sonnetów. Szkołę przygotowawczą i pierwszą klasę gimnazjalną skończył w prywatnym Gimnazjum oo. Jezuitów w Chyrowie. Następnie uczył się w III Gimnazjum we Lwowie, uzyskując w 1913 r. świadectwo dojrzałości. W tym samym roku rozpoczął studia na wydziale filozoficznym Uniwersytetu Jana Kazimierza we Lwowie, które następnie kontynuował w Wiedniu. Studia ukończył ostatecznie we wrześniu 1920 r. we Lwowie. 
W latach 1913–1914 należał do Związku Strzeleckiego we Lwowie. Po wybuchu I wojny światowej służył w Legionie Wschodnim, a po jego rozwiązaniu w wojsku austriackim. W latach 1919–1920 służył w Wojsku Polskim. W 1922 r. pracował w archiwum miejskim we Lwowie w charakterze wolontariusza. W lutym tego roku uzyskał stopień doktora filozofii na Uniwersytecie Jana Kazimierza na podstawie rozprawy „Krytyka lwowska wobec poezji dramatycznej”. Już we Lwowie rozpoczął działalność literacką i dziennikarską. 1 lipca 1922 r. rozpoczął pracę w Bibliotece Miejskiej w Bydgoszczy na stanowisku wicekustosza. W 1929 r. otrzymał tytuł kustosza. 
Oprócz pracy zawodowej, czynnie uczestniczył w życiu społecznym Bydgoszczy. Działał w Komitecie Budowy Pomnika Henryka Sienkiewicza (1924-1927). Jako członek Towarzystwa Czytelni Ludowych zabiegał o rozwój bibliotek i czytelni. Patronował powstaniu bydgoskiego Instytutu Literackiego „Lektor”, dysponującego księgarnią i wypożyczalnią książek. Organizował odczyty i akademie. Był członkiem Poznańsko-Pomorskiego Koła Związku Bibliotekarzy Polskich. Propagował w bydgoskiej prasie i radiu wiedzę o przeszłości miasta i regionu. W latach 1934–1939 wchodził w skład Komitetu Redakcyjnego „Przeglądu Bydgoskiego”. Na jego łamach opublikował m.in. artykuły: „Początki i rozwój Bydgoskiego Towarzystwa Numizmatycznego” (1937), „Bydgoski sen malarza” (1937) oraz recenzje. Podobnie jak jego ojciec Stanisław, związał się z „Dziennikiem Bydgoskim”, prowadząc dział literacko-naukowy i teatralny. Pisał również wiersze, opowiadania i monografie np. „Bydgoszcz jako ostoja polskiej kultury na Pomorzu” (1927), „Cronica” - historia Biblioteki Miejskiej w Bydgoszczy (1931). Jego działalność społeczno-kulturalna wyzwoliła na terenie miasta sporo inicjatyw, on sam był autorem pierwszego, syntetycznego opracowania międzywojennej literatury bydgoskiej.
Lata okupacji niemieckiej spędził w Wieliczce i Krakowie. W kwietniu 1945 r. powrócił do działalności literackiej i publicystycznej. Owocem jego wcześniejszych przemyśleń stało się opracowanie pozostające w maszynopisie pt. „Przedwojenna literatura i prasa” (1945), poświęcone ocenie międzywojennej literatury w Bydgoszczy. Publikował również na łamach „Arkony”. W czerwcu 1948 r. wraz z rodziną opuścił Bydgoszcz i przeniósł się do Krakowa. Zmarł 10 lutego 1949 r. w Krakowie. 

### Rodzina
Teodor Brandowski od 1922 r. był żonaty z Janiną z Piaseczyńskich. Posiadał córki: Marię Janinę (ur. 1922) i Elżbietę Barbarę (ur. 1925), obie urodzone w Bydgoszczy.

## Odznaczenia
- Medal Dziesięciolecia Odzyskanej Niepodległości (1930).